# Белуга (Аљаска)
Белуга (енгл. Beluga) насељено је место без административног статуса у америчкој савезној држави Аљаска.

## Демографија
По попису из 2010. године број становника је 20, што је 12 (-37,5%) становника мање него 2000. године.
| Група             | 2000.      | 2010.      |
| Белци             | 24 (75,0%) | 18 (90,0%) |
| Афроамериканци    | 0 (0,0%)   | 0 (0,0%)   |
| Азијати           | 0 (0,0%)   | 0 (0,0%)   |
| Хиспаноамериканци | 0 (0,0%)   | 0 (0,0%)   |
| Укупно            | 32         | 20         |